# Deutsche Fußballmeisterschaft der B-Junioren 1980/81
Die deutsche B-Jugendmeisterschaft 1981 war die 5. Auflage dieses Wettbewerbes. Meister wurde Borussia Mönchengladbach, die im Finale Eintracht Frankfurt mit 1:0 besiegte.

## Teilnehmende Mannschaften
An der B-Jugendmeisterschaft nahmen die 16 Landesverbandsmeister teil.
| Regionalverband Nord                                                                                          | Regionalverband West                                                                      | Regionalverband Südwest                                                             | Regionalverband Süd | Berlin                 |
| --- | ----------------------------------------------------------------------------------------- | ----------------------------------------------------------------------------------- | --- | ---------------------- |
| - Schleswig-Holstein: VfR Neumünster - Hamburg: Hamburger SV - Bremen: OT Bremen - Niedersachsen: Hannover 96 | - Westfalen: VfL Bochum - Mittelrhein: 1. FC Köln - Niederrhein: Borussia Mönchengladbach | - Rheinland: Spvgg Andernach - Südwest: 1. FC Kaiserslautern - Saarland: FC Ensdorf | - Hessen: Eintracht Frankfurt - Baden: Karlsruher SC - Südbaden: FC 08 Villingen - Württemberg: VfB Stuttgart - Bayern: FC Augsburg | - Berlin: Spandauer SV |

## Achtelfinale
Hinspiele: Mi/So/Mi 10./14./17..06. Rückspiele: So 21.06.
|                          | Gesamt          |                      | Hinspiel | Rückspiel |
| ------------------------ | --------------- | -------------------- | -------- | --------- |
| Gruppe Nord-West:        |                 |                      |          |           |
| VfL Bochum               | 2:2 (4:3 i. E.) | Hamburger SV         | 2:1      | 0:1       |
| Spandauer SV             | 1:4             | Hannover 96          | 0:2      | 1:2       |
| VfR Neumünster           | 2:5             | OT Bremen            | 1:2      | 1:3       |
| Borussia Mönchengladbach | 3:3 (7:6 i. E.) | 1. FC Köln           | 1:3      | 2:0       |
| Gruppe Süd-Südwest:      |                 |                      |          |           |
| FC Ensdorf               | 7:0             | SpVgg Andernach      | 2:0      | 5:0       |
| FC Augsburg              | 1:7             | Eintracht Frankfurt  | 1:3      | 0:4       |
| VfB Stuttgart            | 5:0             | Karlsruher SC        | 1:0      | 4:0       |
| FC 08 Villingen          | 02:13           | 1. FC Kaiserslautern | 0:7      | 2:6       |

## Viertelfinale
Hinspiele: So 28.06. Rückspiele: Sa/So 04/05..07.
|                     | Gesamt |                          | Hinspiel | Rückspiel |
| ------------------- | ------ | ------------------------ | -------- | --------- |
| Gruppe Nord-West:   |        |                          |          |           |
| VfL Bochum          | 5:2    | Hannover 96              | 1:0      | 4:2       |
| OT Bremen           | 2:5    | Borussia Mönchengladbach | 1:2      | 1:3       |
| Gruppe Süd-Südwest: |        |                          |          |           |
| FC Ensdorf          | 0:9    | Eintracht Frankfurt      | 0:3      | 0:6       |
| VfB Stuttgart       | 2:7    | 1. FC Kaiserslautern     | 0:5      | 2:2       |

## Halbfinale
Hinspiele: So 12.07. Rückspiele: So 19.07.
|                     | Gesamt |                          | Hinspiel | Rückspiel |
| ------------------- | ------ | ------------------------ | -------- | --------- |
| Gruppe Nord-West:   |        |                          |          |           |
| VfL Bochum          | 4:5    | Borussia Mönchengladbach | 3:3      | 1:2       |
| Gruppe Süd-Südwest: |        |                          |          |           |
| Eintracht Frankfurt | 7:5    | 1. FC Kaiserslautern     | 5:3      | 2:2       |

## Finale
| Borussia Mönchengladbach                                         | Borussia Mönchengladbach | Eintracht Frankfurt | Eintracht Frankfurt |
| ---------------------------------------------------------------- | --- | --- | ------------------- |
| Borussia Mönchengladbach                                         | \| Sonntag, 26. Juli 1981 um 11:00 Uhr in Rheydt (Grenzlandstadion) \| \| Ergebnis: 1:0 (1:0) \| \| Zuschauer: 10.000 \| \| Schiedsrichter: Volker Roth (Salzgitter) \|                                   | \| Sonntag, 26. Juli 1981 um 11:00 Uhr in Rheydt (Grenzlandstadion) \| \| Ergebnis: 1:0 (1:0) \| \| Zuschauer: 10.000 \| \| Schiedsrichter: Volker Roth (Salzgitter) \|                                                    | Eintracht Frankfurt |
| Borussia Mönchengladbach                                         | Frank Zimmermann – Hans-Georg Dreßen – Peter Meusen, Johannes Nelles, Helmut Thomessen – Stefan Naumann, Markus Krahen, Robert Dohrmann – Guido Kopp, Uwe Kühn, Thomas Völl Cheftrainer: Wilfried Schmitz | Jörg Hollenbach – Peter Klehm – Patrick Hudert, Michael Teller, Mathias Claus (42. Hasan Ciftci) – Thomas Klepper, Dennis Rieth, Thomas Berthold, Thomas Kloss – Bernd Huppert, Holger Friz Cheftrainer: Albrecht Turowski | Eintracht Frankfurt |
| Borussia Mönchengladbach                                         | 1:0 Stefan Naumann (16., Foulelfmeter) | | Eintracht Frankfurt |
| Sonntag, 26. Juli 1981 um 11:00 Uhr in Rheydt (Grenzlandstadion) | | |                     |
| Ergebnis: 1:0 (1:0)                                              | | |                     |
| Zuschauer: 10.000                                                | | |                     |
| Schiedsrichter: Volker Roth (Salzgitter)                         | | |                     |